# 多珂郷
多珂郷（たかごう）は、平安時代の陸奥国行方郡にあった郷である。現在の福島県南相馬市原町区の高に比定される。
『和名類聚抄』が国・郡・郷を列挙する中に多珂郷が見える。行方郡があった南相馬市には、高（たか）という地名があり、これが多珂郷にあたると考えられる。太田川流域で、磐城太田駅の辺りである。